# Gränsen mellan Danmark och Tyskland

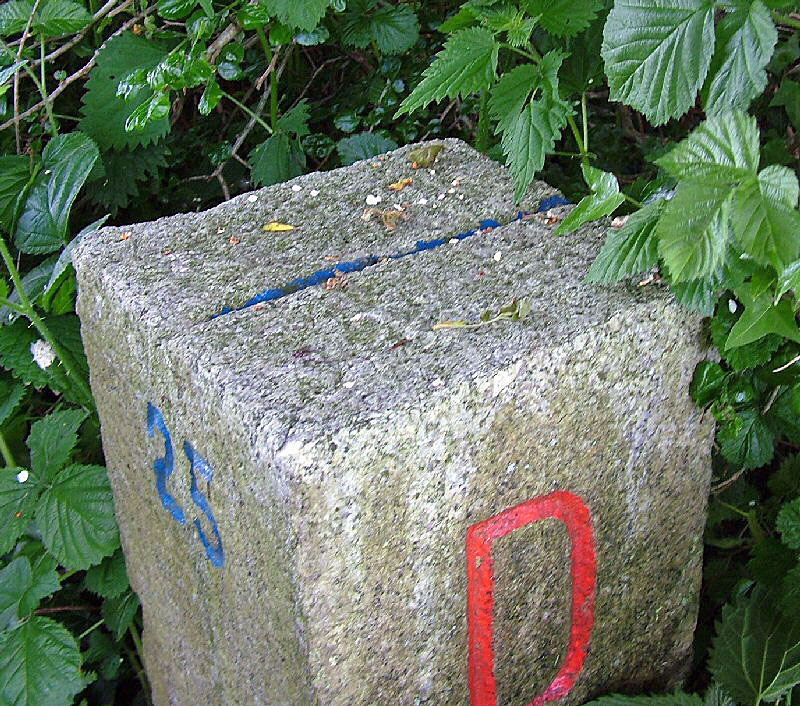
En gränspåle som markerar den dansk-tyska gränsen. D står här för Danmark, inte Tyskland. På den tyska sidan står istället DR som betyder Deutsches Reich dvs Tyska riket som var en vanlig äldre benämning. Den blå linjen uppe på pålen utgör själva gränsen mellan länderna. Siffran betyder att detta är gränsmarkering nummer 25 längs med gränsen. Dessa märken byggdes i betong på 1920-talet.

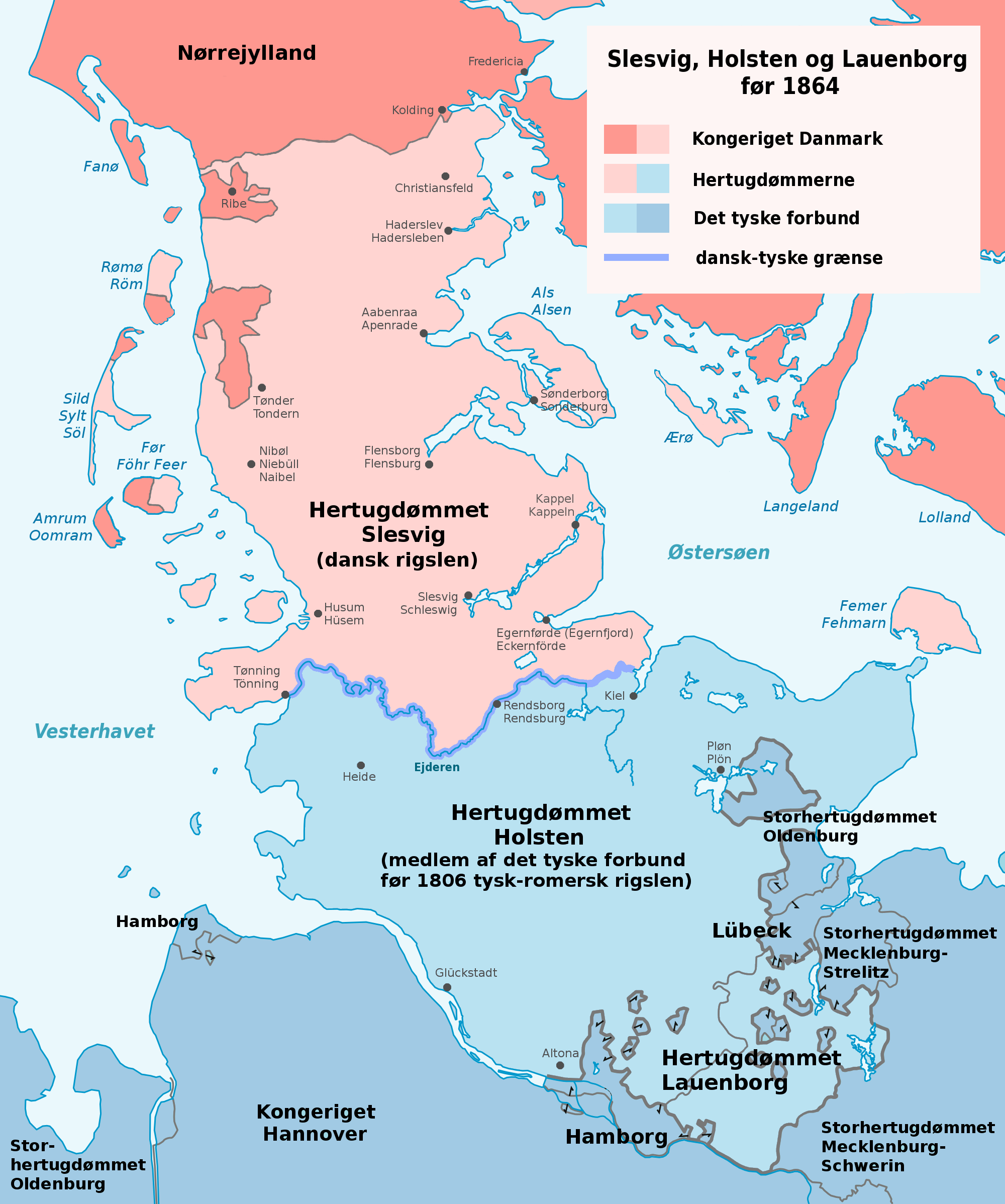
Hertigdömena Schleswig, Holstein och Lauenburg 1864

Gränsen mellan Danmark och Tyskland är på landsidan i Region Syddanmark omgiven av de danska kommunerna Tønder, Aabenraa och Sønderborg och de tyska distrikten Nordfriesland och Schleswig-Flensburg samt staden Flensburg i förbundslandet Schleswig-Holstein. Landgränsen är ca 68 km lång.

## Historik
Gränsen mellan Danmark och Tyskland (eller tyska områden före 1871) har flyttats åtskilliga gånger. 811 bestämdes Ejderen som gräns mellan Danmark och Frankerriket. Vikingarna byggde från 700 Danevirke som gränsbefästning mot söder. Senare kom Jyllands sydligare del att få namnet Sønderjylland, Slesvig, resp. Schleswig. Schleswig/Sønderjylland blev från medeltiden ett danskt län, medan Holstein var ett tyskt län. Bägge hertigdömena blev efter 1490 regerade av den danska kungen i personalunion (i Holstein bara som hertig/vasall, i Schleswig också som konung/länsherre).
Efter Wienkongressen 1814 och 1815 (avbruten av Napoleon I:s återkomst som fransk kejsare) fick Danmark Sachsen-Lauenburg i ersättning för Norge. Lauenburg införlivades aldrig, men tillhörde Danmark. Den statsrättsliga dansk-tyska gränsen gick fram till 1864 längs floden Ejderen, eftersom Schleswig var ett danskt län och Holstein ett tyskt sådant. Den danska helstatens sydliga gräns gick då strax väster om det självständiga Lübeck och ända ned till staden Altona, som nu är en stadsdel i Hamburg, således gick gränsen söder om själva Jylland.
Holsten var nära nog 100% tysktalande medan Slesvig i huvudsak var dansktalande. Bland den tysktalande befolkningen uppstod missnöje med att vara en dansk provins. År 1848 slog Danmark dock framgångsrikt ned ett tyskt försök att flytta gränsen norrut. Men 1863 ville det danska nationalistiska partiet införliva Slesvig i själva Danmark och ge Holsten självständighet, det så kallade Ejderenprojektet uppkallat efter vattendraget som utgjorde gräns mellan Slesvig och Holsten. Preussen och det gamla Kejsardömet Österrike hävdade dock att Slesvig och Holsten var heligt förenade, något som ansågs vara ett svepskäl för att förklara krig. Då Danmarks försvar byggde på att hålla Dybbøls skansar (nära Sønderborg i nuvarande Danmark), och dess vallgravar frös till is vintern 1864 valde danska hären att dra sig tillbaka. Detta ledde till att Preussen och Österrike erövrade båda områdena och efter ett krig mellan dessa båda f.d. förbundna år 1866 blev hela Schleswig-Holstein preussiskt område, och tyskt efter Kejsardömet Tysklands bildande 1871. 200 000 danskar bodde i Schleswig under den preussiska staten.
Efter första världskriget, våren 1920, hölls två folkomröstningar, först i norra Schleswig, vilken gick till Danmarks fördel med stort övertag, medan Tyskland behöll södra Schleswig. Danmark gjorde likväl krav på staden Flensburg (danska Flensborg), där den övervägande massan varit dansktalande år 1864. De danska invändningarna hjälpte dock inte, men Nordslesvig (numera vanligen benämnt Sønderjylland, lite geografiskt tveksamt) återgick till Danmark i juli 1920, då kung Kristian X red över den tidigare gränsen Kongeån strax söder om Kolding.
Den 9 april 1940 besatte Tyskland på några få timmar hela Danmark, men Hitler avstod ovanligt nog att åter införliva Nordslesvig. Försommaren 1945, strax efter andra världskrigets slut, erbjöds Danmark av den brittiska ockupationsmakten att få överta södra Schleswig, men bara under förutsättning att Danmark tog hand om ett par hundra tusen tyska civila flyktingar. Detta fick den nya danska regeringen att tacka nej. Idag bor fortfarande runt 50 00 dansktalande i Sydslesvig , varav drygt hälften i staden Flensburg, där bland annat den danskspråkiga dagstidningen Flensborg Avis utkommer.
År 2001 gick Danmark med i Schengenområdet vilket gjorde att alla gränskontroller upphörde vid denna gräns. År 2016 återinfördes gränskontroller via en undantagsregel i Schengenregelverket. Under år 2019 sattes ett 1,5 meter högt stängsel upp längs hela gränsen, formellt för att hindra afrikansk svinpest från att drabba den viktiga grisuppfödningen i Danmark.

## Gränspassager
| Bild | Danskt vägnamn            | Tyskt vägnamn                                         | Typ av passage | Kännetecken                                                      | Tullhus | Position                                    |
| ---- | ------------------------- | ----------------------------------------------------- | -------------- | ---------------------------------------------------------------- | ------- | ------------------------------------------- |
|      | Slusevej                  | -                                                     | Väg            | -                                                                | -       | 54°54′40″N 8°38′19″Ö / 54.91115°N 8.63868°Ö |
|      | Siltoftvej                | Norddeich/Rickelsbüller Koog                          | Väg            | Gränssten (Tysklands nordligaste landgräns) mitt i vägkorsningen | -       | 54°54′41″N 8°40′11″Ö / 54.91131°N 8.6696°Ö  |
|      | Rudbølvej                 | Rosenkranzer-Straße                                   | Väg            | Nationell hastighetsskylt                                        | Ja      | 54°53′48″N 8°45′01″Ö / 54.89669°N 8.75033°Ö |
|      | Møllehusvej               | (L6) Landesstraße 6                                   | Väg            | Nationell hastighetsskylt                                        | -       | 54°54′22″N 8°49′56″Ö / 54.90608°N 8.83231°Ö |
|      | Bramming-Tønder-banen     | Marschbahn                                            | Järnväg        | -                                                                | -       | 54°53′58″N 8°52′22″Ö / 54.89938°N 8.87289°Ö |
|      | 11 Sønder Løgum Landevej  | Bundesstrasse 5                                       | Väg            | Nationell hastighetsskylt                                        | Ja      | 54°54′14″N 8°54′37″Ö / 54.90385°N 8.91034°Ö |
|      | Vindtvedvej               | -                                                     | Väg            | Liten skylt som visar kommun                                     | -       | 54°54′00″N 8°57′46″Ö / 54.89996°N 8.96273°Ö |
|      | Beierskrovej              | Beyersweg                                             | Väg            | Liten skylt som visar kommun                                     | -       | 54°53′23″N 8°59′49″Ö / 54.88975°N 8.99681°Ö |
|      | Pebersmarkvej             | (L313) Pepersmarker Weg                               | Väg            | Nationell hastighetsskylt                                        | Ja      | 54°52′18″N 9°04′44″Ö / 54.87165°N 9.07882°Ö |
|      | Grænsevejen               | Bögelhuus                                             | Väg            | Nationell hastighetsskylt                                        | -       | 54°52′23″N 9°08′31″Ö / 54.87303°N 9.14207°Ö |
|      | Sofiedalvej               | Zur Fehle                                             | Väg            | Nationell hastighetsskylt                                        | -       | 54°50′59″N 9°14′25″Ö / 54.84984°N 9.24032°Ö |
|      | Kristiansmindevej         | Wilmkjerweg                                           | Väg            | Liten skylt som visar kommun                                     | -       | 54°48′11″N 9°17′25″Ö / 54.80309°N 9.29032°Ö |
|      | E 45 Sønderjyske Motorvej | Bundesautobahn 7                                      | Motorväg       | Nationell hastighetsskylt                                        | Ja      | 54°48′21″N 9°19′41″Ö / 54.80574°N 9.32817°Ö |
|      | Industrivej (Padborg)     | (L17) Landesstraße 17                                 | Väg            | Nationell hastighetsskylt                                        | Ja      | 54°48′58″N 9°21′40″Ö / 54.81615°N 9.36112°Ö |
|      | Vamdrup-Padborg-banen     | Bahnstrecke Fredericia–Flensburg/Neumünster–Flensburg | Järnväg        | -                                                                | -       | 54°48′55″N 9°21′47″Ö / 54.81525°N 9.36301°Ö |
|      | Haraldsvej                | -                                                     | Gångväg        | -                                                                | -       | 54°49′02″N 9°21′49″Ö / 54.8172°N 9.36373°Ö  |
|      | Rønsdamvej                | -                                                     | Gångväg        | Röd-vit bom                                                      | -       | 54°50′02″N 9°22′33″Ö / 54.8338°N 9.37583°Ö  |
|      | -                         | -                                                     | Gångväg        | -                                                                | -       | 54°50′20″N 9°23′07″Ö / 54.83876°N 9.38521°Ö |
|      | 243 Flensborgsvej (Kruså) | Bundesstraße 200                                      | Väg            | Nationell hastighetsskylt                                        | Ja      | 54°50′22″N 9°24′16″Ö / 54.83956°N 9.40443°Ö |
|      | Madeskovvej               | Teichweg                                              | Gångväg        | -                                                                | -       | 54°50′32″N 9°24′26″Ö / 54.8422°N 9.40712°Ö  |
|      | Skomagerhusvej            | Dammweg                                               | Gångväg        | -                                                                | -       | 54°49′55″N 9°25′13″Ö / 54.83198°N 9.42032°Ö |

| Bild | Dansk färjehamn | Tysk färjehamn | Typ av passage         |
| ---- | --------------- | -------------- | ---------------------- |
|      | Havneby         | List på Sylt   | bilfärja               |
|      | Rødbyhavn       | Puttgarden     | bilfärja med tågtrafik |
|      | Gedser          | Rostock        | bilfärja               |
|      | Rønne           | Sassnitz       | bilfärja               |

Det finns även flygtrafik mellan länderna.